# Seydine N'Diaye
Seydine Mohamadou N'Diaye (* 23. April 1998) ist ein französisch-nigrischer Fußballspieler.

## Karriere
Seydine N'Diaye stand von 2017 bis Mitte 2018 beim französischen Fünftligisten FC Vaulx-en-Velin in Vaulx-en-Velin unter Vertrag. Am 1. Juli 2018 wechselte er zum Ligakonkurrenten FC La Chaux-de-Fonds. Für den Verein aus La Chaux-de-Fonds bestritt er bis Jahresende elf Ligaspiele. Im Januar 2018 kehrte er zu seinem ehemaligen Verein FC Vaulx-en-Velin zurück. Die Saison 2020/21 stand er beim Drittligisten Lyon – La Duchère in Lyon unter Vertrag. Mit dem Verein spielte er sechsmal in der dritten Liga. Für die zweite Mannschaft spielte er fünfmal in der fünften Liga. Am 6. August 2021 unterschrieb er einen Vertrag beim türkischen Verein Göztepe Izmir, wo er einen Tag später an den niederländischen Zweitligisten FC Dordrecht ausgeliehen wurde. Für den Verein aus Dordrecht stand er 22-mal auf dem Spielfeld. Nach der Ausleihe kehrte er Ende Juni 2022 zu Göztepe zurück. Hier wurde sein Vertrag jedoch nicht verlängert. Anfang Juli 2022 ging er nach Portugal, wo er einen Vertrag beim Zweitligisten SC Covilhã unterschrieb. Bis Jahresende bestritt er für den Verein aus Covilhã zwölf Zweitligaspiele. Nachdem er von Januar 2023 bis März 2023 vertrags- und vereinslos war, unterschrieb er Ende März 2023 in Finnland einen Vertrag beim Erstligisten Tampereen Ilves. Am 30. September 2023 stand er mit Ilves im Pokalendspiel gegen den FC Honka Espoo. Das Finale gewann Ilves mit 2:1. Für den Verein aus Tampere spielte er bis Jahresende 21-mal in der ersten Liga. Der BG Pathum United FC, ein Erstligist aus Thailand, nahm ihn Anfang Januar 2024 unter Vertrag.

## Erfolge
Tampereen Ilves
- Finnischer Pokalsieger: 2023